# Paracercion dorothea
Paracercion dorothea là một loài chuồn chuồn kim trong họ Coenagrionidae.
Paracercion dorothea được miêu tả khoa học năm 1924 bởi Fraser.